# Santo Stefano Quisquina
Santo Stefano Quisquina é uma comuna italiana da região da Sicília, província de Agrigento, com cerca de 5.397 habitantes. Estende-se por uma área de 85 km², tendo uma densidade populacional de 63 hab/km². Faz fronteira com Alessandria della Rocca, Bivona, Cammarata, Casteltermini, Castronovo di Sicilia (PA), San Biagio Platani.

## Demografia
| Variação demográfica do município entre 1861 e 2011                               |
|                                                                                   |
| Fonte: Istituto Nazionale di Statistica (ISTAT) - Elaboração gráfica da Wikipedia |